# 世知原温泉
世知原温泉（せちばるおんせん）は、長崎県佐世保市世知原町にある温泉。国見山の麓で湧出している。

## 泉質
- ナトリウム - 炭酸水素塩泉
  - 泉温 37.4℃

## 温泉地
国見山の麓に、日帰り入浴を扱う宿泊施設「天空の宿 山暖簾」が1軒存在する。
建物は、日本建築界の巨匠である黒川紀章が設計・プロデュースをした。屋上には展望テラスが設けられている。

## 歴史
- 2004年（平成16年）- 黒川のプロデュースの元で、「天空の宿 山暖簾」が開業。

## アクセス
- 西九州自動車道佐世保三川内ICより車で約20分。
- JR佐世保線・佐世保駅からバスで約1時間10分。